# Jay Sankey
Jay Sankey est un magicien et créateur de tours de magie de nationalité Canadienne.
Jay Sankey est spécialisé surtout dans le "close-up" et a créé des effets aussi bien utilisés par David Copperfield que Criss Angel[réf. nécessaire].